# Solide (robe de chat)
Pour les articles homonymes, voir Solide.

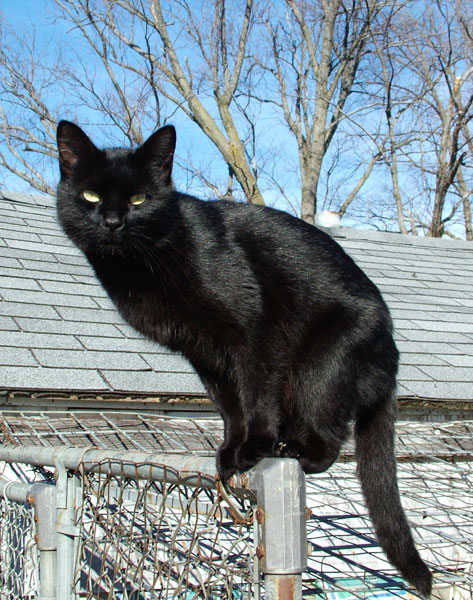
Chat avec un pelage uni.

La robe solide ou unie est un patron composant de la robe du chat. Il désigne les robes de couleur unie. La robe naturelle du chat domestique (« sauvage ») est tigrée, soit en terme félinotechnique tabby, mais par l'action d'un gène récessif, le poil devient uni. 
Au Royaume-Uni, les chats unis sont plus nombreux que les chats tigrés.